# Marie-Thérèse d'Autriche (1638-1683)
Pour les articles homonymes, voir Marie-Thérèse, infante d’Espagne et Marie-Thérèse d'Autriche.
Titres
Reine de France et de Navarre
9 juin 1660 – 30 juillet 1683
(23 ans, 1 mois et 21 jours)
Régente du royaume de France
12 juin – 13 août 1672 
(2 mois et 1 jour)
Signature
Marie-Thérèse d’Autriche, née le 10 septembre 1638 à l'Escurial, et morte le 30 juillet 1683 à Versailles, est infante d'Espagne, infante de Portugal et archiduchesse d'Autriche. Par son mariage avec Louis XIV, elle devient reine de France et de Navarre. Elle assure brièvement une régence en 1672 lors de la guerre de Hollande, ce qui fait d'elle la dernière reine de France ayant assumé une régence.

## Famille
Elle est le huitième enfant de Philippe IV (1605-1665), roi d'Espagne, et de sa première épouse, Élisabeth de France (1602-1644).
Par son père, elle est la petite-fille de Philippe III (1578-1621), roi d'Espagne, et de Marguerite d'Autriche (1584-1611).
Par sa mère, elle est la petite-fille d'Henri IV (1553-1610), roi de France et de Navarre, et de Marie de Médicis (1575-1642).
Elle est la sœur de Baltazar-Charles d'Autriche (1629-1646) et la demi-sœur de Marguerite-Thérèse d'Autriche (1651-1673), future impératrice du Saint-Empire, de Philippe-Prosper d'Autriche (1657-1661) et de Charles II (1661-1700), roi d'Espagne.

## À la cour d'Espagne

### Naissance
Marie-Thérèse d'Autriche est née le 10 septembre 1638 au palais de l'Escurial. Elle est baptisée par le cardinal Gaspar de Borja y Velasco, le 7 octobre, avec pour parrain François Ier, duc de Modène et pour marraine, Marie de Bourbon, la princesse de Carignan.
Sa mère Élisabeth de France (1602-1644) choisit sainte Thérèse pour protéger sa fille cadette d’une série de morts précoces. En effet toutes les infantes précédentes sont mortes au berceau, seul le prince des Asturies Balthazar-Charles d'Autriche subsiste. Elle lui donna alors le nom de Thérèse pour la protéger, soit Marie-Thérèse d'Autriche.
Élisabeth de France, née princesse de France et souffrant beaucoup d'être éloignée de son pays natal, décrivait à la jeune infante les beautés de la France. Elle lui promit qu'elle se marierait avec son cousin Louis XIV né seulement cinq jours avant elle. Mais le 6 octobre 1644, la reine succomba en couches et laissa un vide immense dans le cœur de Marie-Thérèse d'Autriche.

### Éducation et jeunesse

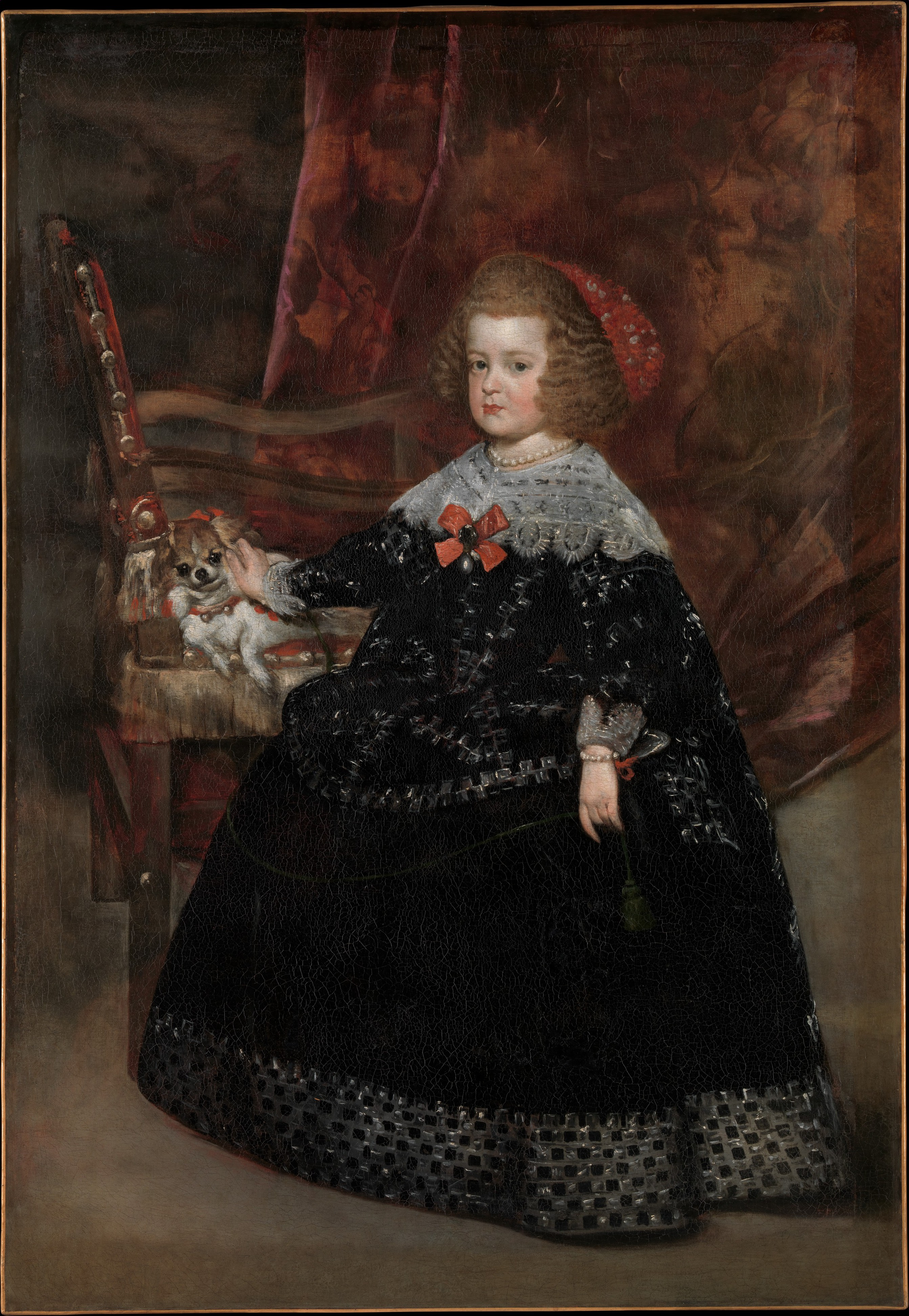
Marie-Thérèse, Infante d'Espagne, par Juan Bautista Martínez del Mazo.

Après la disparition de sa mère la jeune infante se rapproche de son père et reçoit une éducation stricte et religieuse dans le sens de la contre-réforme catholique. Cependant son éducation est soignée et elle n'est pas privée d’affection et de divertissements: elle est entourée d'une multitude d’animaux de compagnie et de nains. Ce sera la gouvernante royale Luisa Magdalena de Jesus qui s'en occupera durant ses premières années.
Dès l'âge de cinq ans, l'éducation religieuse de Marie-Thérèse d'Autriche fut assurée par Jean de Palme, commissaire des Indes qui avait été le directeur d'Elisabeth de France. Il fut chargé par Philippe IV de soigner sa fille, comme il avait soigné la mère de la princesse.
Enfin, dans les derniers temps ce fut le Père Vasquez, homme reconnu en Espagne pour sa grande éducation et sa grande vertu, qui s'occupera de la direction spirituelle et religieuse de la jeune infante.

### Héritière de la Couronne d'Espagne
La mort de Balthazar-Charles d'Autriche, le 9 mars 1646, fait de Marie-Thérèse d'Autriche l'héritière présomptive du trône d'Espagne et de ses possessions coloniales. Bien qu'il soit reconnu aux femmes le droit de monter sur le trône, Philippe IV redoute que l'absence d'un héritier masculin puisse engendrer des troubles profonds susceptibles de déstabiliser la Monarchie catholique. Il se remarie alors en 1649 avec sa nièce Marie-Anne d'Autriche (1634-1696), l'union étant destinée à poursuivre l'alliance matrimoniale et politique entre les Habsbourg d'Autriche et les Habsbourg d'Espagne. La proximité de l'âge entre Marie-Anne et Marie-Thérèse d'Autriche favorisa une affection et une amitié profonde entre elles.
En raison du fait qu'elle est désormais sa seule héritière, Philippe IV apprend à la jeune infante des notions d'histoire et de politique. Elle dévoilera une fois en France ses compétences dans ce domaine notamment pendant sa régence durant la Guerre de Hollande. Marie-Thérèse d'Autriche accompagne également son père dans ses déplacements officiels et tient un rôle crucial de représentation. L'infante jouissait d'une grande popularité en Espagne notamment car elle n'avait pas la gravité de caractère de ses ascendants Habsbourg, elle savait se montrer enjouée et charmante comme l'était sa mère, elle aussi très populaire.
Le 12 juillet 1651, la nouvelle reine accouche de Marguerite-Thérèse d'Autriche. Marie-Thérèse d'Autriche devient sa marraine et les deux sœurs resteront très proches, notamment par correspondance, jusqu'à la mort de Marguerite-Thérèse en 1673.
La naissance de son demi-frère Philippe-Prosper d'Autriche le 20 novembre 1657 marque un tournant pour l'infante, qui n'est alors plus l'héritière présomptive du trône d'Espagne et se retrouve en seconde position. La réaction de la jeune infante, qui manque s'étouffer de rage avec un œuf lorsque lui est annoncée la naissance de l'héritier du trône, semble prouver son désir de ceindre la couronne espagnole. Ses relations avec sa belle-mère — qui n'a que trois ans de plus qu'elle — s'enveniment.

### Projets de mariage et traité des Pyrénées

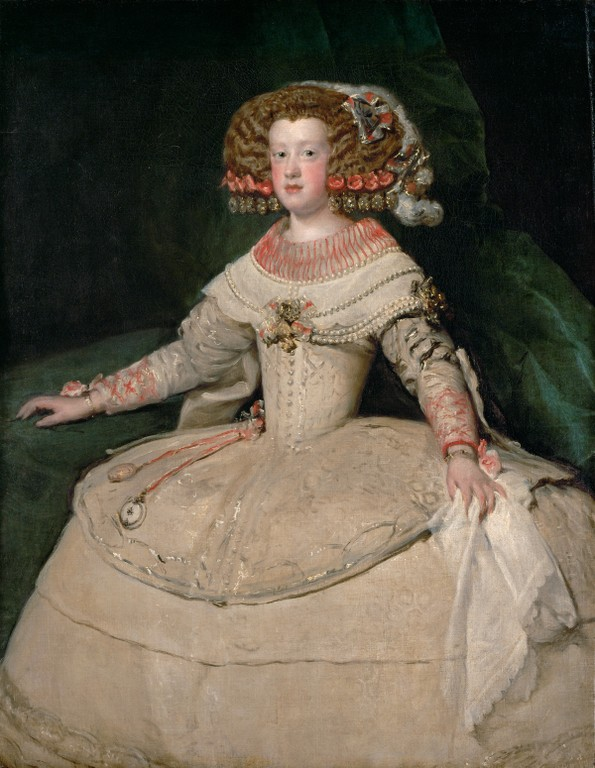
Marie Thérèse d'Autriche, adolescente par Vélasquez

Après la naissance de son demi-frère, il est possible de trouver un mari à l'infante sans risquer de troubler la monarchie espagnole.
Pour les mêmes raisons qui ont poussé son père à se remarier au sein de la Maison des Habsbourg, Marie-Thérèse  d'Autriche est un temps promise à son cousin (et frère de sa belle-mère), Ferdinand de Habsbourg (1633-1654), archiduc d'Autriche, élu Roi des Romains puis, au décès de celui-ci, à son frère Léopold de Habsbourg (1640-1705), futur Empereur élu du Saint-Empire romain germanique. Bien que Marie-Thérèse d'Autriche n'ait pas réellement son mot à dire sur son propre mariage, elle laissa entendre plusieurs fois à son père qu'elle n'était pas intéressée par ces partis et qu'elle désirait être reine de France ou se retirer dans un couvent.
Les aléas de la politique empêchent cette union d'aboutir. En effet, le royaume d'Espagne et le royaume de France sont en guerre depuis 1635. En 1658, alors que la guerre avec la France commençait à s'achever, une union entre les familles royales d'Espagne et de France a été proposée comme moyen d'assurer la paix.
Le roi d'Espagne tardant à réaliser ce projet, Jules Mazarin (1602-1661), cardinal et principal ministre de Louis XIV, fait courir le bruit que le roi de France envisage de se marier à Marguerite-Yolande de Savoie. Lorsque Philippe IV d'Espagne entend parler d'une réunion à Lyon entre les maisons de France et de Savoie en novembre 1658, il s‘exclame en parlant de l'union franco-savoyarde que « cela ne peut pas être et ne sera pas ». Philippe envoie ensuite un ambassadeur à la cour française, qui dira à Mazarin : « Le mariage savoyard n’est pas digne du roi de France, Philippe IV roi d’Espagne propose sa fille, l'infante Marie-Thérèse d'Autriche qui a toutes les qualités pour devenir l’épouse de Louis XIV ». La France et l'Espagne ouvrent alors des négociations pour la paix et un mariage royal.
Bien qu'elle demeure une puissance européenne de premier ordre, l'Espagne appauvrie, ne parvient pas à l'emporter durant les négociations. Philippe IV est contraint de signer le traité des Pyrénées (1659) avec Louis XIV. Outre les changements territoriaux dont la plus grande partie profite au Roi-Soleil, un projet de mariage est engagé pour sceller la paix.
Diego Vélasquez (1599-1660), Peintre de la Chambre du roi Philippe IV, peint un portrait de l'infante qui est ensuite envoyé à la Cour de France, sur lequel elle porte une perruque brune. Alors que l'on se demande quelle est la couleur naturelle de ses cheveux, une mèche blonde est envoyée.

### Mariage

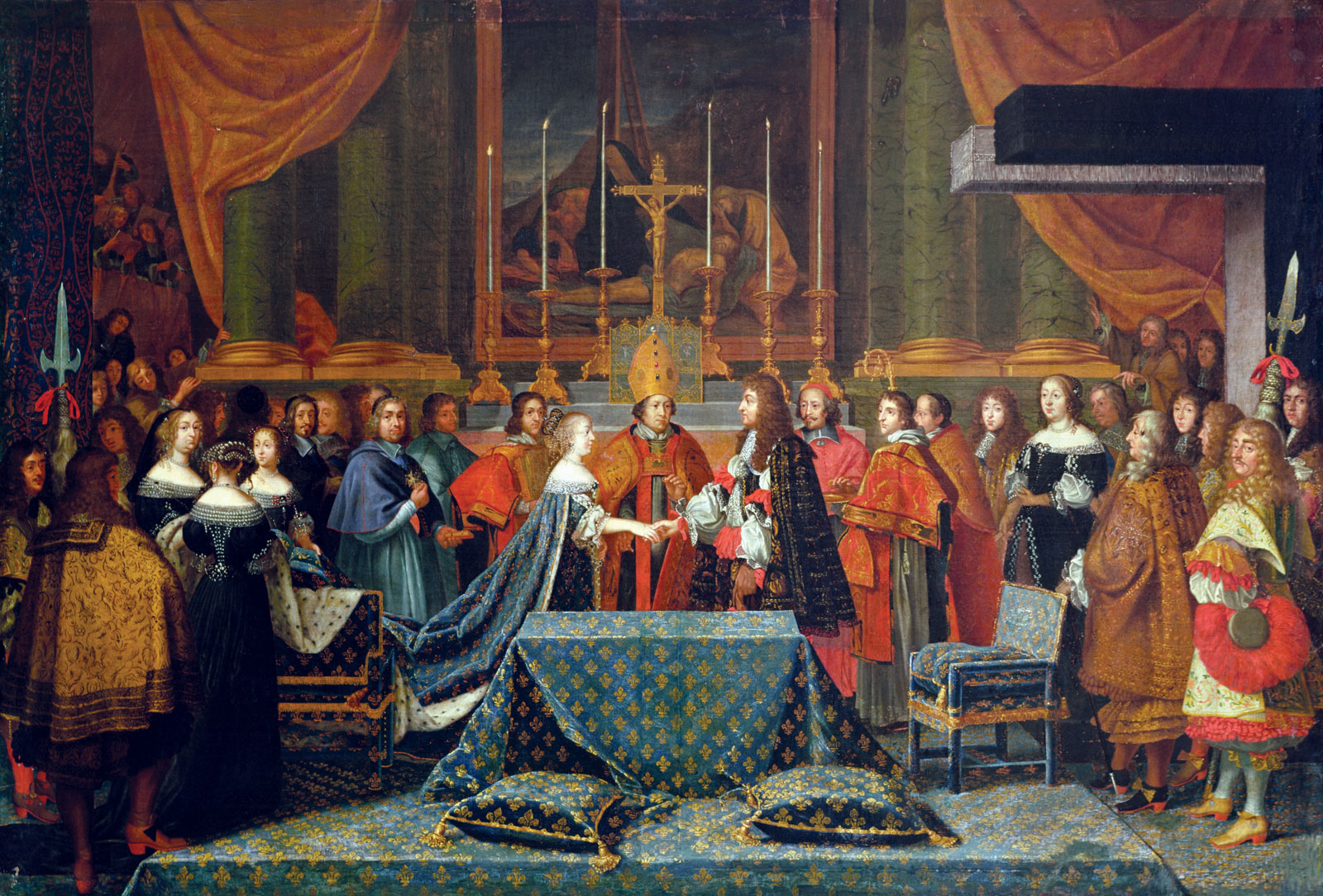
Mariage de Louis XIV et de Marie-Thérèse d'Autriche par Jacques Laumosnier, musée de Tessé.

L'infante se marie par procuration le 3 juin 1660 à Fontarrabie. Le 7 juin, son père et toute la cour espagnole l'accompagnent à l'île des Faisans, une île située dans la rivière Bidassoa qui sert de frontière entre la France et l'Espagne. Elle y rencontre pour la première fois son mari, ainsi que la  famille royale et cour française, à qui elle plut beaucoup.
Marie-Thérèse d'Autriche dit alors adieu à son père, Philippe IV, sachant tous deux qu'ils ne se reverront plus jamais ; leurs adieux sont déchirants, si bien que Louis XIV et Philippe d'Orléans laissent échapper eux aussi quelques larmes. Mais le roi d’Espagne insiste auprès de sa fille sur le fait qu’elle est désormais Française avec ces termes : « Vous devez oublier que vous avez été infante pour vous souvenir seulement que vous êtes reine de France ».
Le mariage de Louis XIV et de Marie-Thérèse d'Autriche a lieu le 9 juin 1660, en l'église Saint-Jean-Baptiste de Saint-Jean-de-Luz (ville près de la frontière entre l'Espagne et la France où elle demeura à la maison Joanoenia, dite désormais « maison de l'Infante »).
Alors que Louis XIV voulait rapidement consommer le mariage après le dîner, elle exprima d'abord ses hésitations à sa belle-mère Anne d'Autriche à l'idée de coucher immédiatement avec son mari. Mais après que le couple fut arrivé à la maison qui leur était destinée, la mariée annonça que le roi l'attendait et déjà à moitié déshabillée, elle pressa ses dames d'honneur pour qu'elles finissent de la dévêtir. Le lendemain matin, les deux époux semblaient complètement satisfaits.
La nouvelle reine avait auparavant renoncé à ses droits à la Couronne d'Espagne. Son statut d'héritière était par ailleurs caduc depuis la naissance de son demi-frère Philippe-Prosper d'Autriche. Cependant, sa dot de 500 000 écus d'or, « payable en trois versements », est la condition pour rendre définitive la renonciation de ses droits sur la monarchie catholique. La chose n'étant pas réglée, la France considère donc que Marie-Thérèse d'Autriche a toujours ses droits de succession sur le trône espagnol, ce qui provoque la guerre de Dévolution (1667-1668).
Plus tard, après son mariage, on demanda un jour à Marie-Thérèse d'Autriche si elle avait éprouvé quelque penchant de jeune fille lorsqu'elle était encore en Espagne. « Mais non bien sûr, répondit-elle avec candeur, il n'y avait qu'un seul roi et c'était mon père ! ».

## À la cour de France

### Arrivée à Paris

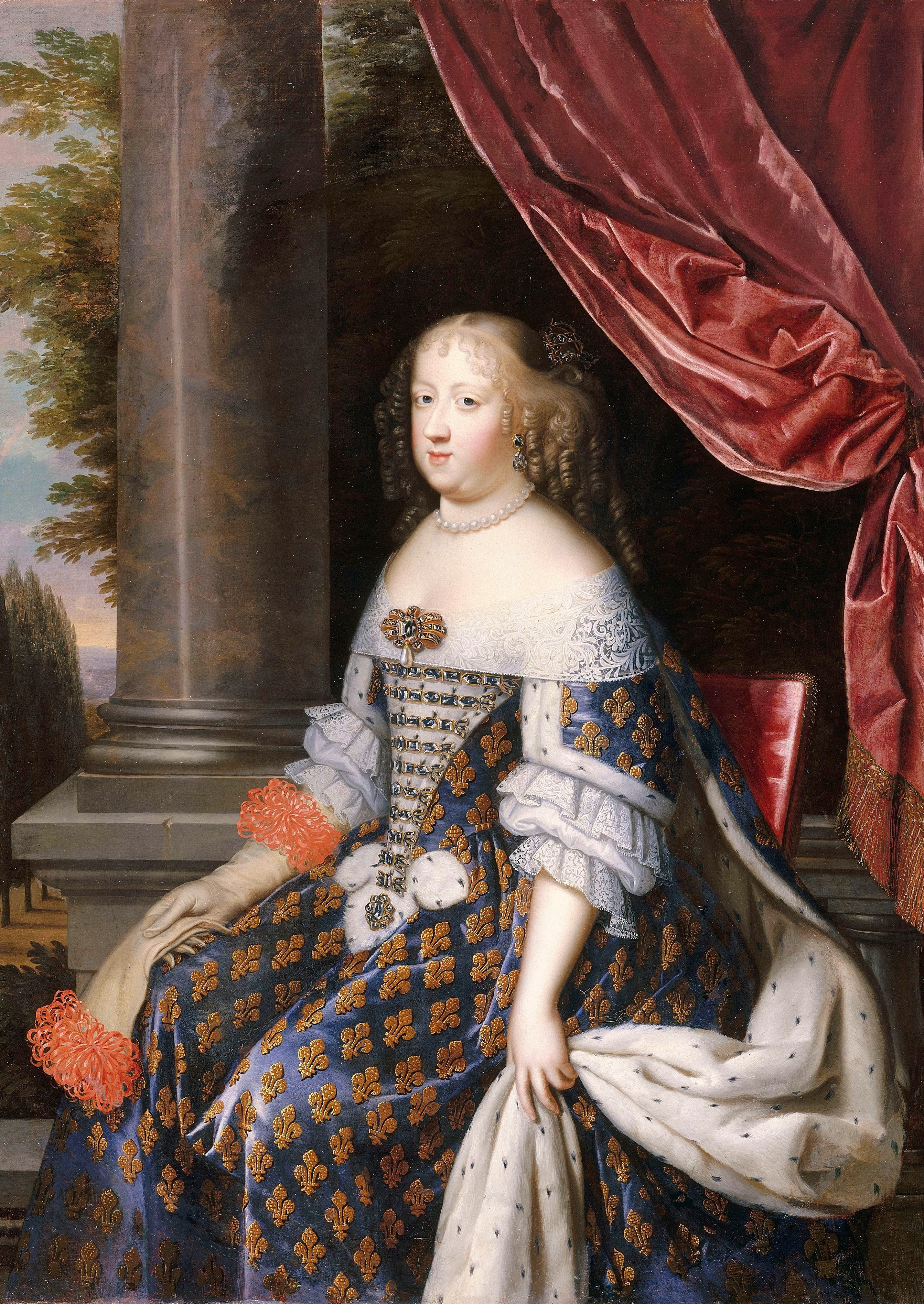
Portrait de Marie-Thérèse d'Autriche par Jean Nocret, 1660.

Le 26 août 1660, le couple royal fait son entrée à Paris où la reine est accueillie par la noblesse, les dignitaires ecclésiastiques et les professeurs de la Sorbonne. La reine et le roi sont acclamés devant des centaines de milliers de spectateurs venus assister à la cérémonie. Marie-Thérèse fait très bonne impression tant par son apparence que par son caractère. Une fois installée à la cour de France, à l'époque située au Louvre, sa belle-mère (et tante paternelle), Anne d'Autriche la prend sous son aile. La jeune femme apprend avec elle son métier de reine, les coutumes du pays ainsi que la langue française. Elle atteindra une bonne maîtrise du français, mais conservera un fort accent espagnol jusqu'à la fin de sa vie.
La reine mère Anne d'Autriche s'occupe de la jeune reine comme s'il s'agissait de sa propre fille et tente de la protéger des intrigues de la cour. Une amitié étroite et mutuelle se développe alors. Marie-Thérèse se retire souvent dans le cercle de sa belle-mère, où elle peut parler en espagnol et boire du chocolat chaud, loin du regard inquisiteur de la cour. Ensemble, elles prient, pratiquent des œuvres de bienfaisance, font des dons pour les pauvres et visitent des monastères et des églises. Certains courtisans reprochèrent d’ailleurs à Anne d'Autriche de trop couver Marie-Thérèse et d’ainsi développer son inclination naturelle pour la vie retirée.
La première fois que la reine vit le château de Versailles fut le 25 octobre 1660. Ce n'était alors qu'une modeste résidence royale qui avait été jadis pavillon de chasse de Louis XIII, non loin de Paris. À cette époque, comme durant les premiers mois du mariage, Louis XIV semble heureux et porte beaucoup d'attention à son épouse. Cependant, il finit par se lasser et peu à peu il n’échange plus que des banalités avec elle. De plus, la reine a du mal à s'habituer à la cour de France. L'étiquette française est très différente de celle de Madrid, où les courtisans n'avaient même pas le droit d'effleurer sa robe. Gênée par cette proximité nouvelle, la jeune reine a du mal à y trouver sa place et se retire volontiers dans ses appartements avec son cercle d'intimes.

### Naissance du dauphin et premières rivalités

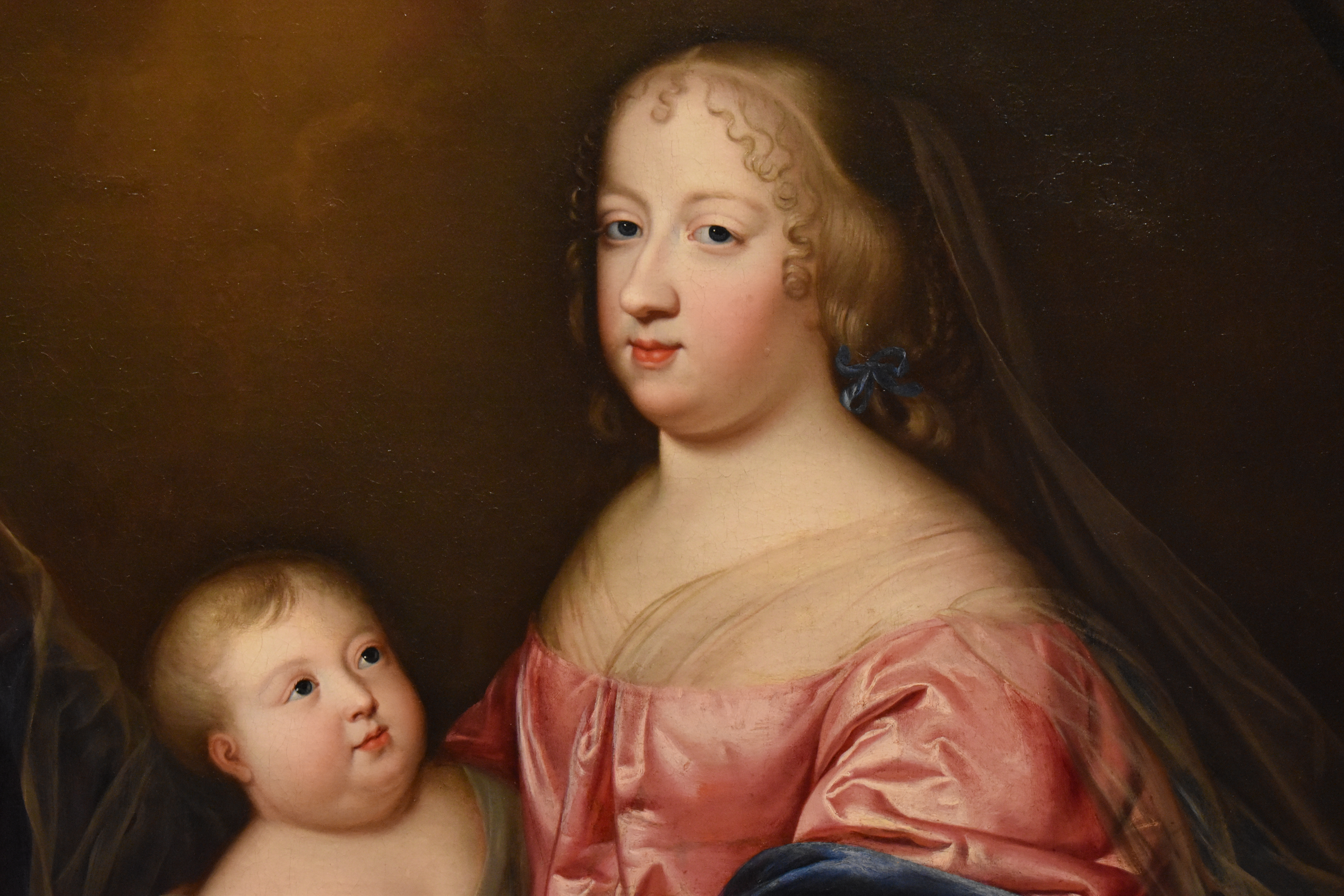
Marie-Thérèse d'Autriche et son premier fils, le dauphin

Au début de l'année 1661 est annoncée la première grossesse de la reine à la grande joie de la cour et de la ville. La reine reste alors la plupart du temps dans son lit et se déplace exclusivement en chaise à porteurs afin de ne pas porter préjudice à l'enfant royal. La jeune reine a peur de mourir comme sa mère, disparue des suites d'une fausse couche.
Tandis que la reine mène à terme sa grossesse, Philippe d'Orléans, frère du roi, épouse une cousine, la princesse Henriette d'Angleterre. La jeune exilée maigrichonne des années 1650 est devenue une jolie et spirituelle jeune femme et chacun sait que son mari n'est guère attiré par les femmes. Dès l'été 1661, Louis XIV entretient des relations qui font jaser avec sa belle-sœur et cousine, laquelle, pour couper court aux ragots et éviter de subir l'ire de la reine mère, propose au roi de courtiser une de ses filles d'honneur : Louise de La Vallière. Le roi se prend au jeu et s'amourache de la jeune fille dont la timidité n'a d'égale que sa sincérité. On tenta d'abord de cacher les infidélités de Louis XIV à Marie-Thérèse, afin d'éviter une dispute qui pourrait nuire à l'enfant royal en gestation. Mais se doutant que quelque chose se tramait, la reine réussit à force de questions à faire avouer une de ses suivantes. Elle se plaint alors à Anne d'Autriche qui intervient auprès du roi, sans succès.
Le 1er novembre 1661, Marie-Thérèse accouche d'un fils, Louis de France. L'accouchement est difficile et on va jusqu'à craindre le pire pour la reine. Louis XIV l'assistera tout le long, comme il le fera pour les autres accouchements. Il eut très peur pour la vie de son épouse et Madame de Motteville écrira d’ailleurs : « Tant qu'elle fut dans les grands maux, le roi parut si affligé et si sensiblement pénétré de douleur qu'il ne laissait nul lieu de douter que l'amour qu'il avait pour elle ne fut plus avant dans son cœur que dans celui des autres. ». Son demi-frère, Philippe-Prosper d'Autriche, mourut le même jour. Mais bien heureusement pour la Monarchie catholique, la reine Marie-Anne d'Autriche accoucha six jours plus tard d'un fils, Charles II. Cependant, le nouvel héritier est contrefait et souffreteux.
Après son accouchement, Marie-Thérèse est très attristée de la relation florissante entre son époux et Louise de La Vallière. Elle passe beaucoup de son temps à pleurer mais essaye de garder bonne figure en participant aux bals et aux spectacles, et ce en dépit de sa grande timidité. La reine manifestera d'ailleurs un vif intérêt pour la comédie et en particulier celle espagnole. Pour la contenter, le roi en fera jouer assez fréquemment.
La reine bienveillante et d'une dévotion intense consacre une grande partie de son temps aux soins aux malades, aux pauvres et aux déshérités. Elle fréquente régulièrement l'hôpital de Saint-Germain-en-Laye. Elle soulage même les "pauvres honteux" en accordant en secret des dots aux filles de la noblesse pauvre. Malgré sa grande piété, Marie-Thérèse ne néglige pas son rôle de reine ; elle est par ailleurs la dernière reine de France à conduire la parade monarchique.
Marie-Thérèse accouche le 18 novembre 1662 d'une fille, Anne-Élisabeth de France, du nom de ses deux grands-mères. La petite princesse ne passera pas l'année et s'éteint un mois plus tard. Première sur la liste des enfants morts prématurément du couple royal, ce décès provoque une vive émotion au sein de la famille royale.

### Une cohabitation difficile
Louis XIV continue ses aventures extra-conjugales, et Marie-Thérèse d'Autriche ne veut pas rester les bras croisés. Elle utilise alors ses suivantes, notamment ses servantes espagnoles, pour espionner le roi et ainsi savoir comment il s'y prend pour aller chez ses maîtresses (en effet, le roi cache ses relations adultères pour ne pas choquer sa mère Anne d'Autriche). La première dame d'honneur de Marie-Thérèse d'Autriche, Suzanne de Navailles, essaye alors d'empêcher l'accès au roi à la chambre de ses conquêtes, en allant même jusqu'à placer des barreaux aux entrées secrètes des chambres. Louis XIV devient furieux et la bannit de la cour, malgré les vives protestations de Marie-Thérèse d'Autriche et d'Anne d'Autriche.

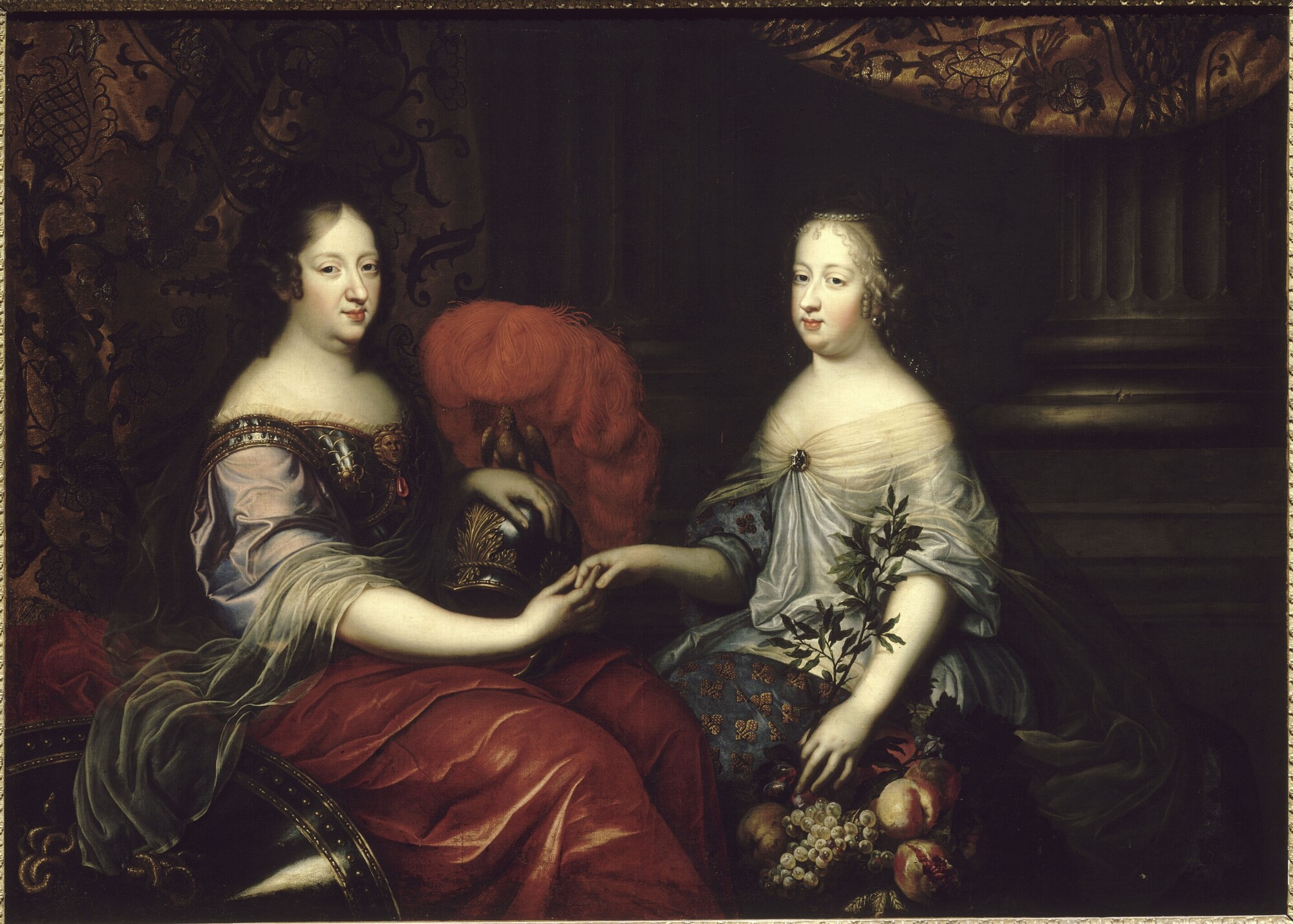
Anne d'Autriche avec la reine Marie-Thérèse par Simon Renard de Saint-André.

La première campagne de construction du château de Versailles (1664-1668) commence avec les Plaisirs de l'Île enchantée de 1664, une célébration d'une semaine à Versailles tenue officiellement en l'honneur des deux reines de France, la mère et l'épouse de Louis XIV. En réalité, les festivités sont dédiées à Louise de La Vallière. Durant les fêtes, Marie-Thérèse d'Autriche se risque pour la première fois à jouer un rôle d'actrice.
Le 17 septembre 1665, Philippe IV meurt, laissant le trône à son fils Charles II. Louis XIV en profite pour demander une part d'héritage (guerre de Dévolution). En effet, comme la dot de Marie-Thérèse d'Autriche n'a pas été payée, la reine est toujours considérée comme ayant des droits de succession sur le trône espagnol. Marie-Thérèse d'Autriche approuve Louis XIV et ne semble pas inquiétée par le fait que la France fasse la guerre à son pays natal.
La mort d'Anne d'Autriche le 20 janvier 1666 est un coup dur pour Marie-Thérèse d'Autriche ; elle perd avec elle un soutien important à la cour. En effet, lorsqu'il y avait une dispute au sein du couple royal, la reine mère prenait souvent le parti de sa belle-fille.
Marie-Thérèse d'Autriche souffre beaucoup des adultères du roi. En effet, depuis la mort d'Anne d'Autriche, Louis XIV ne veut plus prendre la peine de cacher ses aventures aux yeux de la reine, d'autant plus qu'il est tombé à l'automne 1666 sous le charme de Madame de Montespan. Son orgueil, son arrogance et son esprit vif tranchent avec la première maîtresse, la sensible Louise de La Vallière, qui prenait soin d'éviter de blesser la reine. Marie-Thérèse d'Autriche ne peut résister longtemps face à la nouvelle favorite et doit s'éclipser après quelques éclats de colère.
Une période de cohabitation débute alors entre la reine et les deux favorites. Louis XIV force Marie-Thérèse d'Autriche à prendre comme dames de compagnie Louise de La Vallière et Madame de Montespan. De plus, il voyage ouvertement avec son épouse et ses deux maîtresses. Confronté à ce spectacle, le peuple murmure, goguenard ou affligé, « Le roi promène les trois reines ». Marie-Thérèse d'Autriche utilise alors les privilèges dus à son rang pour mener la vie dure à ses rivales.
Marie-Thérèse d'Autriche souffre également des légitimations successives des enfants naturels de son mari qui éclipsent son fils. La reine fait de nombreux reproches à son mari sur sa conduite, en vain.

### Résignation et régence

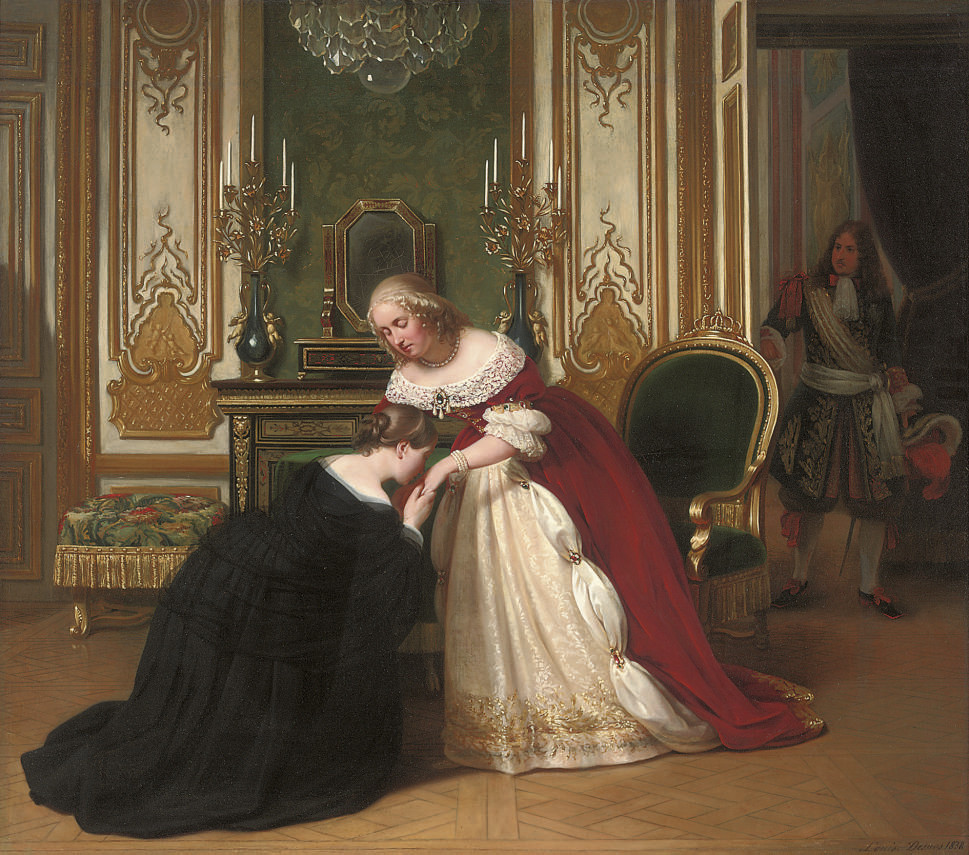
Marie-Thérèse d'Autriche pardonne Louise de la Vallière, par Louise Adélaïde Desnos.

Dans la nuit du 1er mars 1672 vers 22 h, elle trouve en sueur sa seule fille survivante, Marie-Thérèse de France née cinq ans plus tôt. La petite meurt peu de temps après dans ses bras, emportée par la tuberculose. Ses parents avaient beaucoup d'espoir et voyaient en elle une future reine d'Espagne. Vivement touchée par le décès de leur fille, la reine se tourne encore plus vers la religion tandis que le roi décrète un deuil dans tout le royaume.
Durant la guerre de Hollande en 1672, Louis XIV lui confie les rênes du pouvoir. Pendant la régence, Marie-Thérèse d'Autriche reçoit les courriers du roi, qui la tient au courant de l'avancée des troupes et elle transmet ensuite les nouvelles aux ministres. Elle assume la fonction d'ordonnateur suprême des finances de l'État, peut lever des troupes et reçoit les ambassadeurs et les correspondances des monarques étrangers. La reine préside également le conseil des ministres.
Ses contemporains furent étonnés de l'application de la reine durant la régence. Jacques-Bénigne Bossuet dira : « Cette régence dura peu mais servit à prouver la capacité de la reine dans les affaires, et toute la confiance que le Roi avait en elle ».
Durant sa période de régence, Marie-Thérèse d'Autriche donne naissance le 14 juin 1672 à son dernier enfant, Louis-François de France. Il s'éteindra prématurément seulement quatre mois plus tard. Par la suite, Marie-Thérèse d'Autriche fera une fausse couche en 1675 qui la rendra stérile car plus aucune grossesse ne se déclarera, malgré l'application de Louis XIV.
En 1673, une lettre suspecte de la part d'une dame de la reine est envoyée à la régente d'Espagne Marie-Anne d'Autriche alors que les deux pays sont en guerre. Louis XIV, furieux, décide de renvoyer toute la suite espagnole de la reine. Cette dernière est la première stupéfaite et assure qu'elle n'était pas au courant de la lettre. Le roi, connaissant le caractère de son épouse et son attachement aux intérêts de son pays d'adoption, la croit. Mais Marie-Thérèse d'Autriche tient tête à Louis XIV et demande à conserver une de ses dames espagnoles. Il s'agit d'une demi-sœur bâtarde, fille de Philippe IV, en dehors de l'affaire et qui est mariée avec un Français. Grâce au soutien inattendu de Madame de Montespan, cette dame pourra rester.
En 1674, au grand étonnement de la Cour, Louise de La Vallière, première favorite de son mari, convertie et repentante, lui demande publiquement pardon avant de se retirer au couvent des Carmélites du faubourg Saint-Jacques. La reine, d'une miséricorde toute chrétienne, accorde son pardon. Elle rendra  souvent visite à la sœur « Louise de la Miséricorde » par la suite.
La jalousie de Marie-Thérèse d'Autriche vis-à-vis des favorites de son époux laisse peu à peu place à la résignation et elle finit par se replier sur elle-même. Elle supporte son sort avec dignité et ne fait plus de scène à son mari, qui continue à lui rendre tous les honneurs dus à sa position et s'assure que Madame de Montespan ne lui manque pas de respect. La reine se réfugie alors dans la religion et se rend de plus en plus au carmel Sainte-Thérèse, rue du Bouloi, qu'elle avait fondé en 1664.

### Regain de faveur

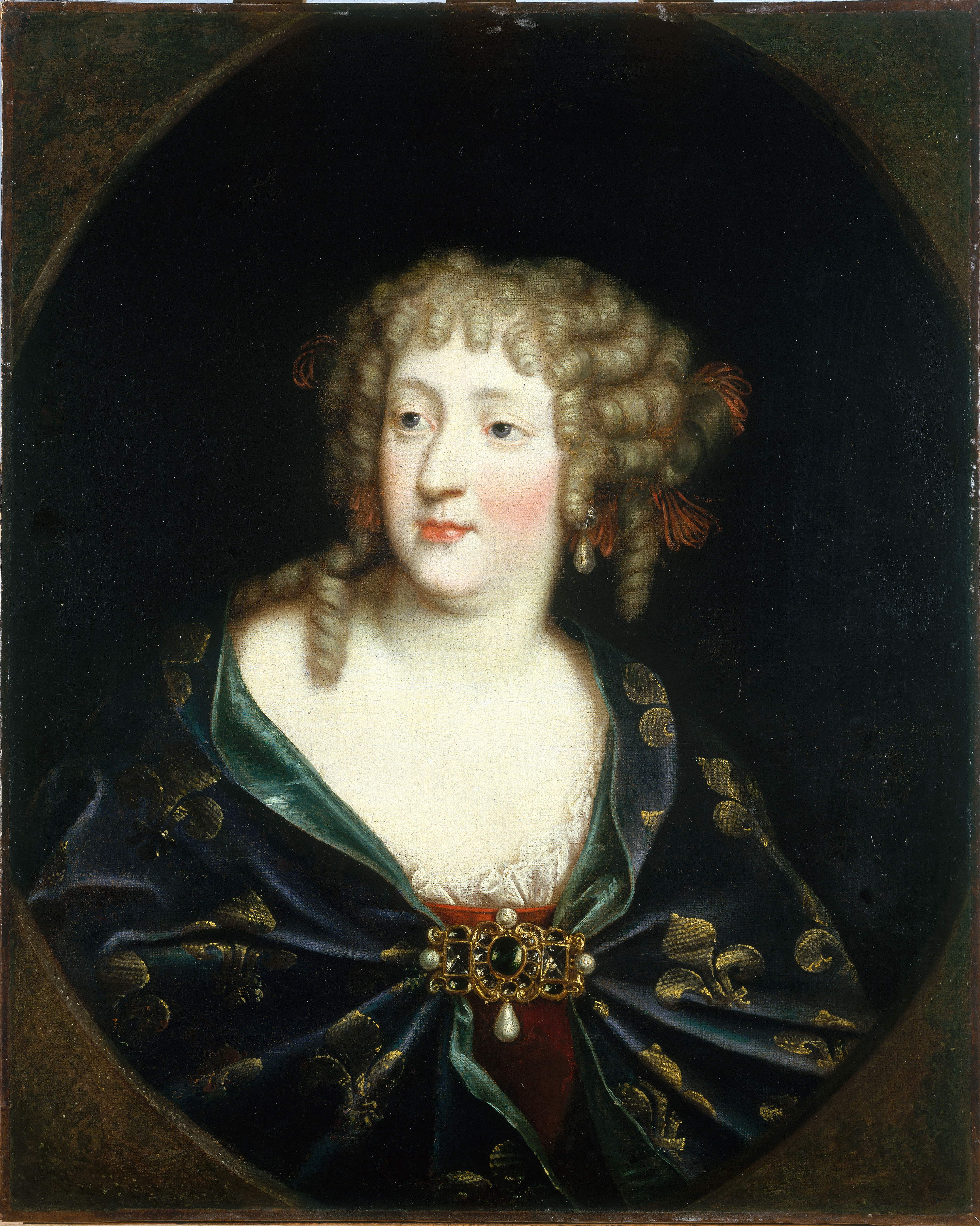
Marie Thérèse D'Autriche, reine de France en 1680 (musée Carnavalet).

L'Affaire des poisons éclate en 1679 et Madame de Montespan ainsi que d'autres femmes de la haute noblesse sont inquiétées. Les rumeurs disent que Madame de Montespan aurait participé à des messes noires et qu'elle aurait essayé d'attenter à la vie du roi. La Chambre ardente est créée et l'affaire est étouffée. Au grand soulagement de Marie-Thérèse d'Autriche, la marquise tombe peu à peu en disgrâce après plus de dix années de règne informel.
La même année, la reine, compte tenu de sa correspondance, joue un rôle de diplomate dans le cadre du mariage de sa nièce Marie-Louise d'Orléans avec son demi-frère Charles II.
Le 7 mars 1680, le roi marie à la hâte le Dauphin à Marie-Anne de Bavière. Le roi n'en a pas fait part à la reine, car il était épris d'une autre femme. La reine en est contrariée car elle souhaitait qu'il épouse l'archiduchesse Marie-Antoinette d'Autriche, fille de sa demi-sœur, l’impératrice Marguerite-Thérèse d'Autriche. La reine éprouve une certaine jalousie vis-à-vis de sa belle-fille, d'autant plus qu'elle trouve que les festivités données pour son mariage étaient moins grandioses que ce que l’on avait fait pour la dauphine. Mais avec le temps la reine se rapprochera de la dauphine.
À partir de l'été 1680, sous l'influence de Madame de Maintenon, Louis XIV se rapproche de son épouse, qu'il avait publiquement délaissée. « La reine est fort bien à la cour », remarquera moqueuse Madame de Sévigné. La reine, comblée de bonheur et émue par les attentions inattendues de son volage époux dira : « Dieu a suscité Madame de Maintenon pour me rendre le cœur du roi ! Jamais il ne m'a traitée avec autant de tendresse que depuis qu'il l'écoute ! ». En signe de reconnaissance, la reine se montre alors très bienveillante vis-à-vis de Madame de Maintenon (qui est secrètement la maîtresse du roi).
Entre les années 1680 et 1682, Louis XIV commence à persécuter les protestants, en particulier les huguenots. La reine, bien que profondément catholique, s'opposera à ces mesures et lui dira "Vous n'avez pas à les tuer, prier simplement pour eux". Mais malgré son opposition les persécutions continuent notamment dans le Béarn, la Guyenne, la Gascogne, le Limousin et le Languedoc.
Le 6 mai 1682, la Cour s'installe définitivement à Versailles. Marie-Thérèse d'Autriche est alors bientôt grand-mère d'un petit duc de Bourgogne qui naît le 6 août 1682. Elle commence enfin à trouver sa place de reine et à être à l'aise après la disgrâce de Madame de Montespan.

### Décès

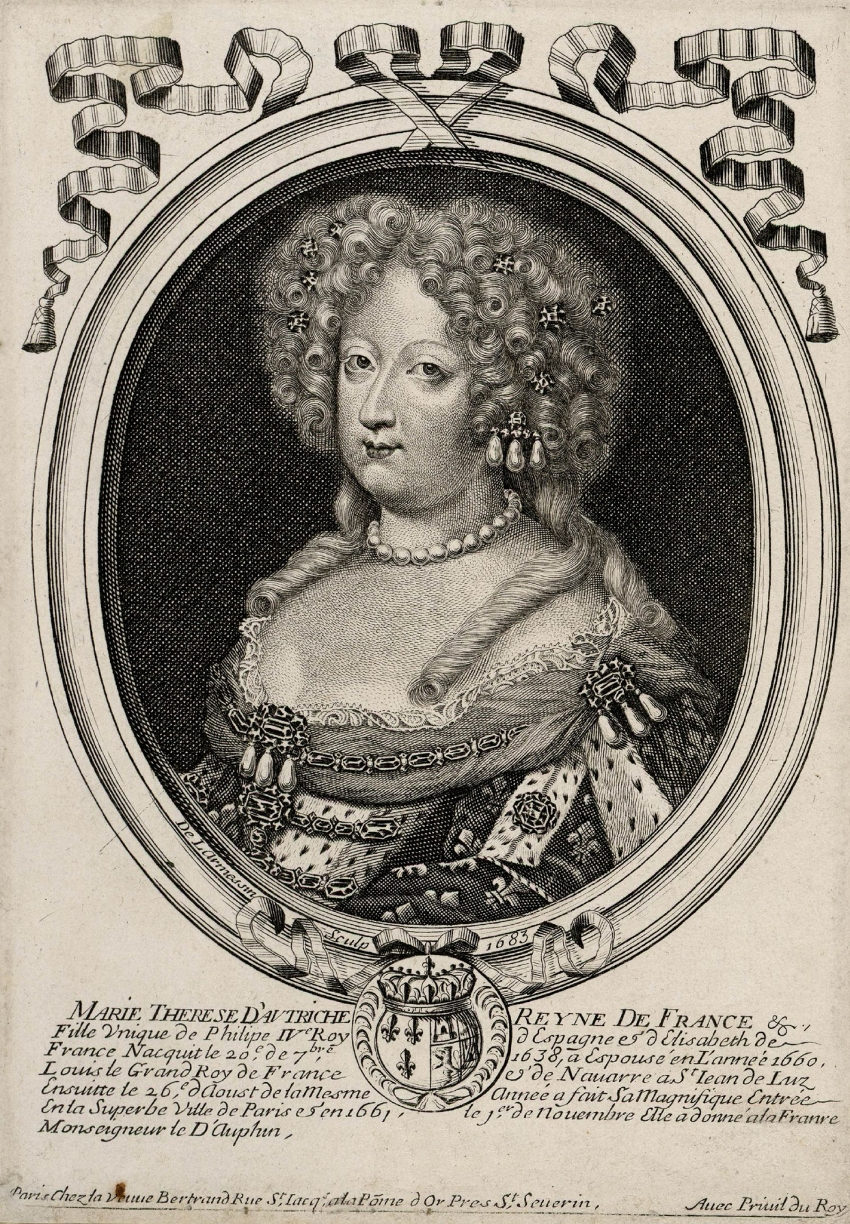
Gravure de Marie Thérèse d'Autriche l'année de sa mort, en 1683, par Nicolas Larmessin

Cependant Marie-Thérèse d'Autriche ne profite guère de ce regain de faveur. Le 20 juillet 1683, le couple royal est de retour d'une tournée royale des forteresses édifiées par Vauban en Bourgogne. La reine se porte à merveille bien qu'elle ait pris un peu d'embonpoint. Elle se montrera ravie par les avancements des travaux des jardins de Versailles.
Quelques jours plus tard, la reine se plaint de fièvres et ne sort plus de ses appartements. Un abcès à son bras gauche lui est alors découvert. Antoine d'Aquin premier médecin du roi et Guy Fagon prennent l'affaire en main face à cet abcès violacé et purulent. Le médecin du roi persuade celui de la reine de l'urgence d'une saignée. Un chirurgien de la reine, Pierre Gervais s'y oppose en disant que ça serait la mort de sa maîtresse. La reine est tout de même saignée et l'abcès, au lieu d'être incisé est vainement combattu par des emplâtres humides, remèdes qui l'affaiblissent.
Le 30 juillet 1683, Marie-Thérèse d'Autriche se sentant de plus en plus mal réclame le Saint Sacrement, mais les médecins lui administrent du vin émétique. À 3 h de l'après-midi la reine succombe sans qu'on ait eu le temps de lui administrer l'extrême onction. Ses derniers mots sont : « Depuis que je suis reine, je n'ai eu qu'un seul jour heureux ».
Marc-Antoine Charpentier compose pour ses funérailles grandioses une fresque musicale (H.409, H.189, H.331, H.251). Lully fait entendre son Dies irae et son De profundis, Bossuet prononce son oraison funèbre.
Louis XIV aurait dit de cette mort : « Voilà le premier chagrin qu'elle me cause ». Guère plus de deux mois après ces grandes cérémonies, le roi épouse secrètement sa dernière maîtresse qu'il surnommait dans le privé « sainte Françoise » : Madame de Maintenon. Cette dernière affecte de porter le deuil et de montrer une mine déconfite, alors que le roi renoua presque aussitôt avec les divertissements.

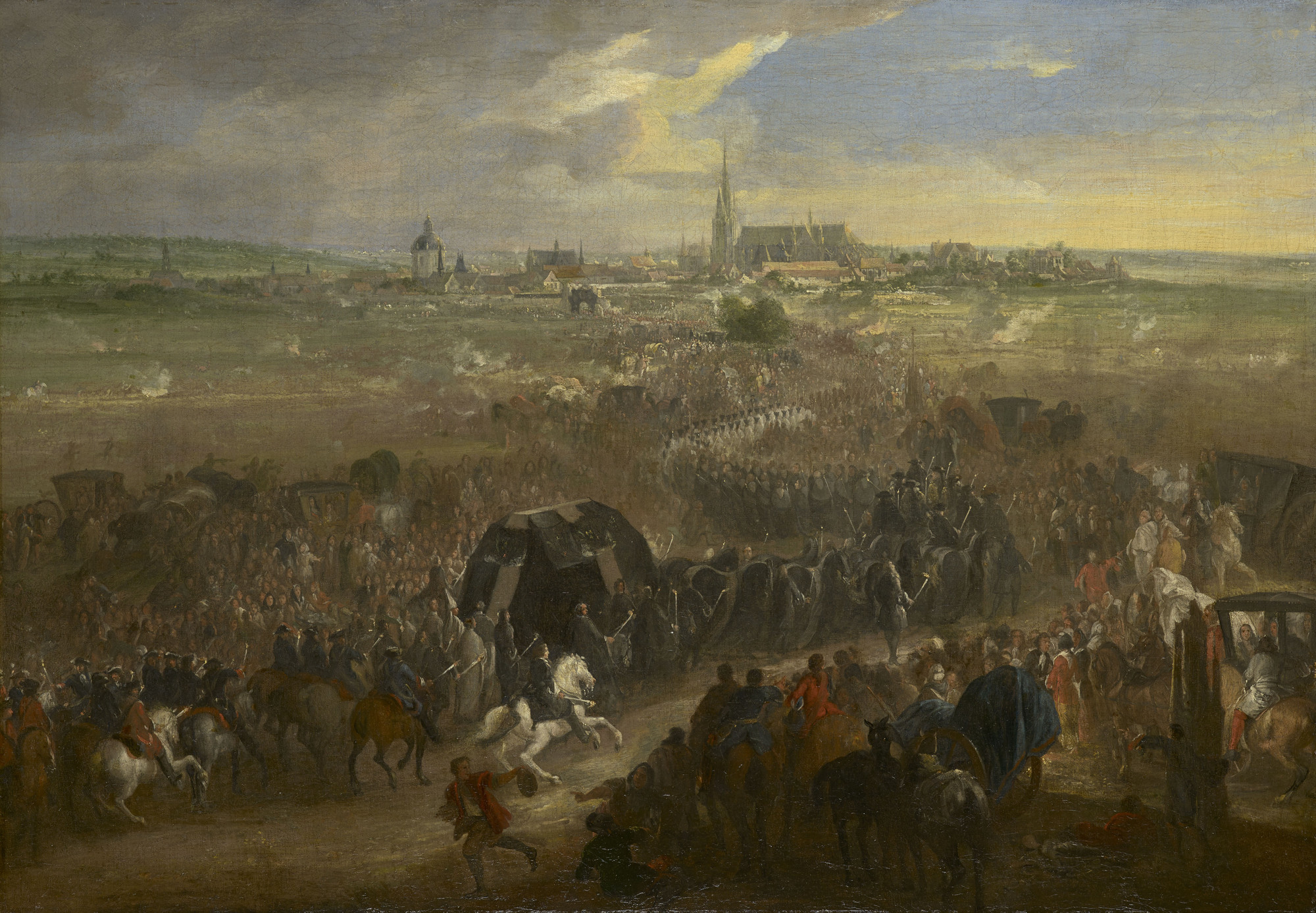
Les obsèques de Marie Thérèse d'Autriche

Lorsque les tombes royales de la basilique Saint-Denis furent saccagées pendant la Révolution française, elles furent ouvertes et pillées, le 15 octobre 1793, et les restes enterrés dans une fosse commune à l'extérieur de l'église. Lors de la restauration des Bourbons, après 1815, les ossements et les cendres enterrés dans les deux fosses à l'extérieur de la basilique ont été récupérés et, ne pouvant plus être attribués nominativement, ont été inhumés ensemble dans un ossuaire de la crypte.

## Profil et caractéristiques

### Personnalité

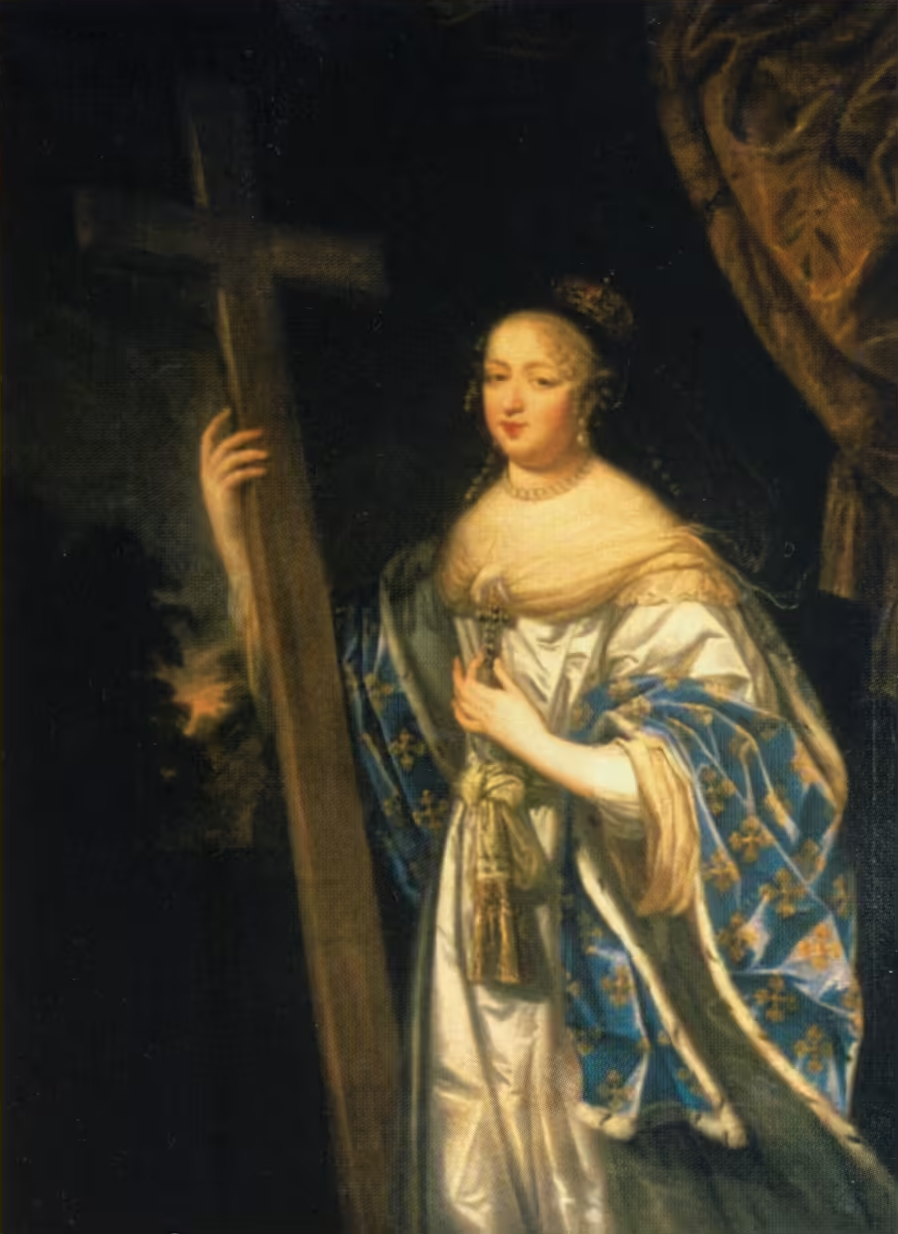
Marie Thérèse d'Autriche en sainte Hélène par Louis-Ferdinand Elle

Marie-Thérèse d'Autriche était timide, charitable, gourmande et superstitieuse. D'un caractère effacé, elle passait la plupart de son temps libre avec ses dames de compagnie qui l'ont suivie depuis l'Espagne, ses nains, ses petits chiens et son chocolat. Elle chaussait des talons très hauts pour compenser sa petite taille, mais ils la faisaient souvent tomber. Elle persistait pourtant à les porter, ce qui lui attirait les moqueries des courtisans.
Contrairement à son mari, elle ne s'intéressait pas à la politique mais préférait les actes de dévotion et jouer aux cartes avec ses dames de compagnies. Son goût pour le jeu devint peu à peu une addiction, et elle se mit à perdre des sommes considérables, obligeant parfois Louis XIV à intervenir.
Marie-Thérèse d'Autriche était amoureuse de Louis XIV et elle faisait tout pour être une épouse dévouée. Elle se pliait à la mode de la Cour de France pour plaire au roi et elle le suivait dans ses déplacements. Louis XIV était reconnaissant de sa fidélité et même au plus fort de ses relations amoureuses, il lui montrait beaucoup d'amitié et il finissait toujours ses nuits dans son lit. Par ailleurs, à chaque fête le couple royal ouvrait le bal avec quelques pas de danses, bien que Marie-Thérèse d'Autriche se retirât rapidement en raison de sa maladresse.
Malgré sa timidité, la reine ne se laissait pas faire. Elle tenait tête à sa belle-mère Marie-Anne d'Autriche à la Cour d'Espagne, et bien qu'elle suivît la plupart du temps les décisions du roi, quand celles-ci allaient à l'encontre de ses intérêts, elle se mettait en colère. Elle résistait aussi tant bien que mal aux maîtresses de son mari en rappelant son rang et ses origines.
Marie-Thérèse d'Autriche prit son rôle de mère au sérieux, ce qui est rare à l'époque. Elle apporte son soutien à Jacques-Bénigne Bossuet, chargé de l’instruction du dauphin, comme en témoigne leur correspondance : « Ne souffrez rien, Monsieur, dans la conduite de mon fils, qui puisse blesser la sainteté de la religion qu’il professe, et la majesté du trône auquel il est destiné ».
La reine craignait les esprits. La nuit, même avec le roi à ses côtés, une femme lui racontait des histoires pour l'endormir et lui tenait la main toute la nuit. Cette femme restait présente même lorsque le roi souhaitait remplir son devoir conjugal.
Le roi de France avait une confiance absolue envers son épouse, qu'il savait loyale. Contrairement à d'autres reines d'origine étrangère, comme Anne d'Autriche dans sa jeunesse, Marie-Thérèse d'Autriche ne complota jamais contre les intérêts de la France.

### Physique
Marie-Thérèse d'Autriche était une petite femme joufflue, qui incarnait tout à fait les critères de beauté de l'époque, à savoir une peau claire et des cheveux blonds. Grâce à sa mère, de la famille des Bourbons, elle n'avait pas hérité des traits typiques du visage des Habsbourg espagnols provoqués par des générations de mariage consanguin (prognathisme habsbourgeois). Toutefois, la reine avait de mauvaises dents puisqu'elle aimait manger des sucreries et boire du chocolat chaud.
Contrairement aux autres enfants légitimes de Philippe IV qui souffraient de maladies héréditaires, elle jouissait d'une bonne santé qu'elle conserva jusqu'à sa mort.

## Hommages

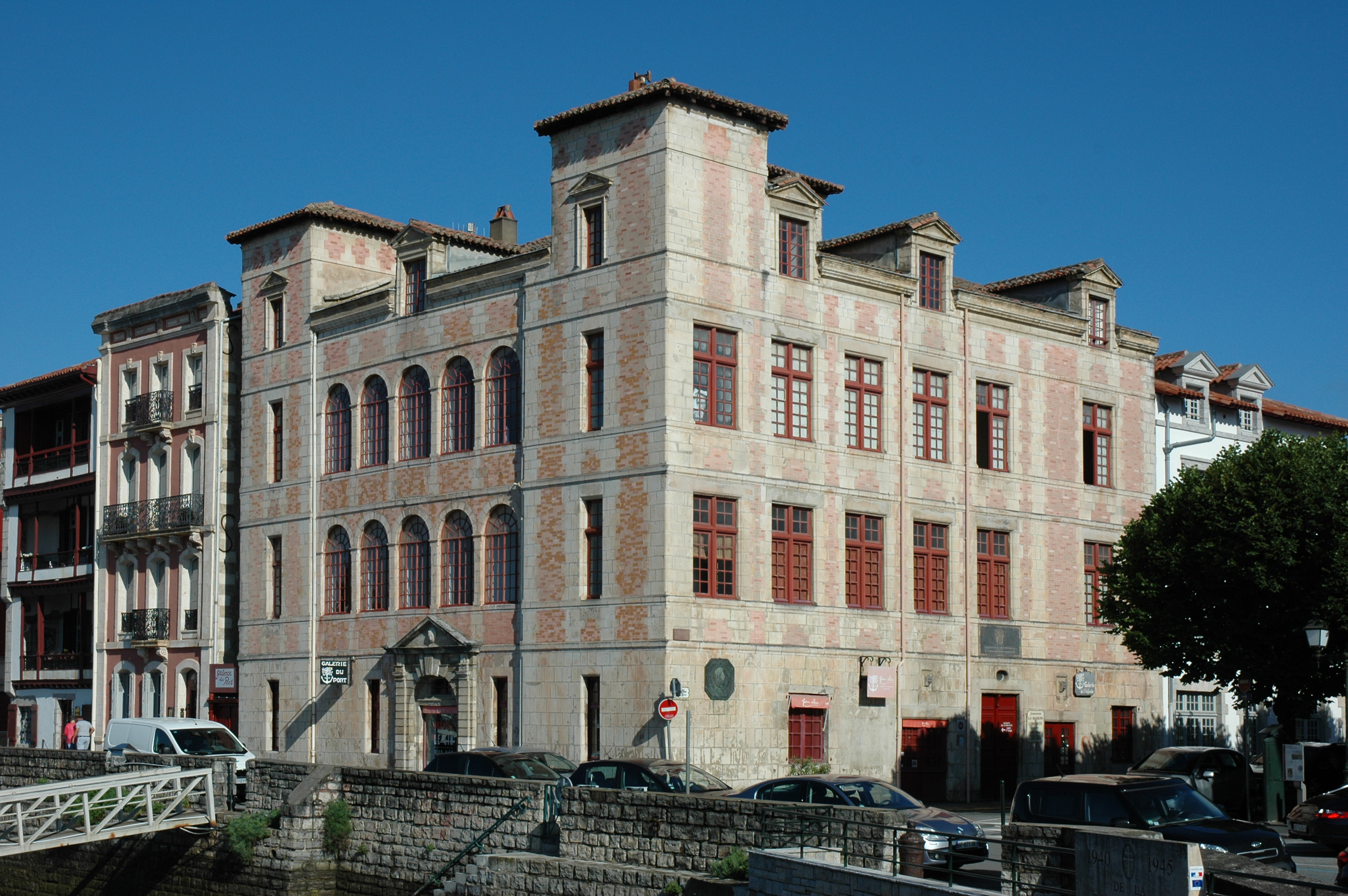
Maison de l'Infante où Marie-Thérèse d'Autriche et sa suite séjourneront avant son mariage.

Elle a reçu de la part du pape Clément IX la rose d'or en 1668 pour la naissance de son fils, le Dauphin.
La rue Thérèse dans le 1er arrondissement de Paris a été nommée en son honneur.
La Maison de l'Infante ainsi que la rue de l'Infante et le quai de l'Infante à Saint-Jean-de-Luz ont aussi été nommés en son honneur.

## Dans la culture populaire

### Apparition dans l'art
Sa première apparition dans une œuvre cinématographique a lieu dans Si Versailles m'était conté... en 1950, où elle est jouée par Jany Castel.
En 1964, dans Angélique, marquise des anges et en 1966, dans Angélique et le Roy, elle est interprétée par Claire Athana
Dans L'Allée du Roi (1996), elle est interprétée par Annie Gregorio.
En 2000, Marie-Thérèse d'Autriche est jouée par l'actrice Nathalie Cerda dans le film Vatel, un banquet pour le roi, de Roland Joffé. La reine a aussi été jouée par l'actrice française Elisa Lasowski dans la série télévisée Versailles en 2015.
Elle a aussi été peinte de nombreuses fois en sa qualité d'infante d'Espagne puis de reine de France. Les peintures d'elles les plus célèbres sont les portraits réalisés par Diego Vélasquez au début des années 1650. Un de ces tableaux avait été envoyé à Anne d'Autriche pour lui montrer à quoi ressemblait sa jeune nièce. Ces portraits sont exposés dans les plus grands musées du monde comme le Metropolitan Museum of Art à New York, le Musée d'art de Philadelphie ou encore au Louvre, à Paris.

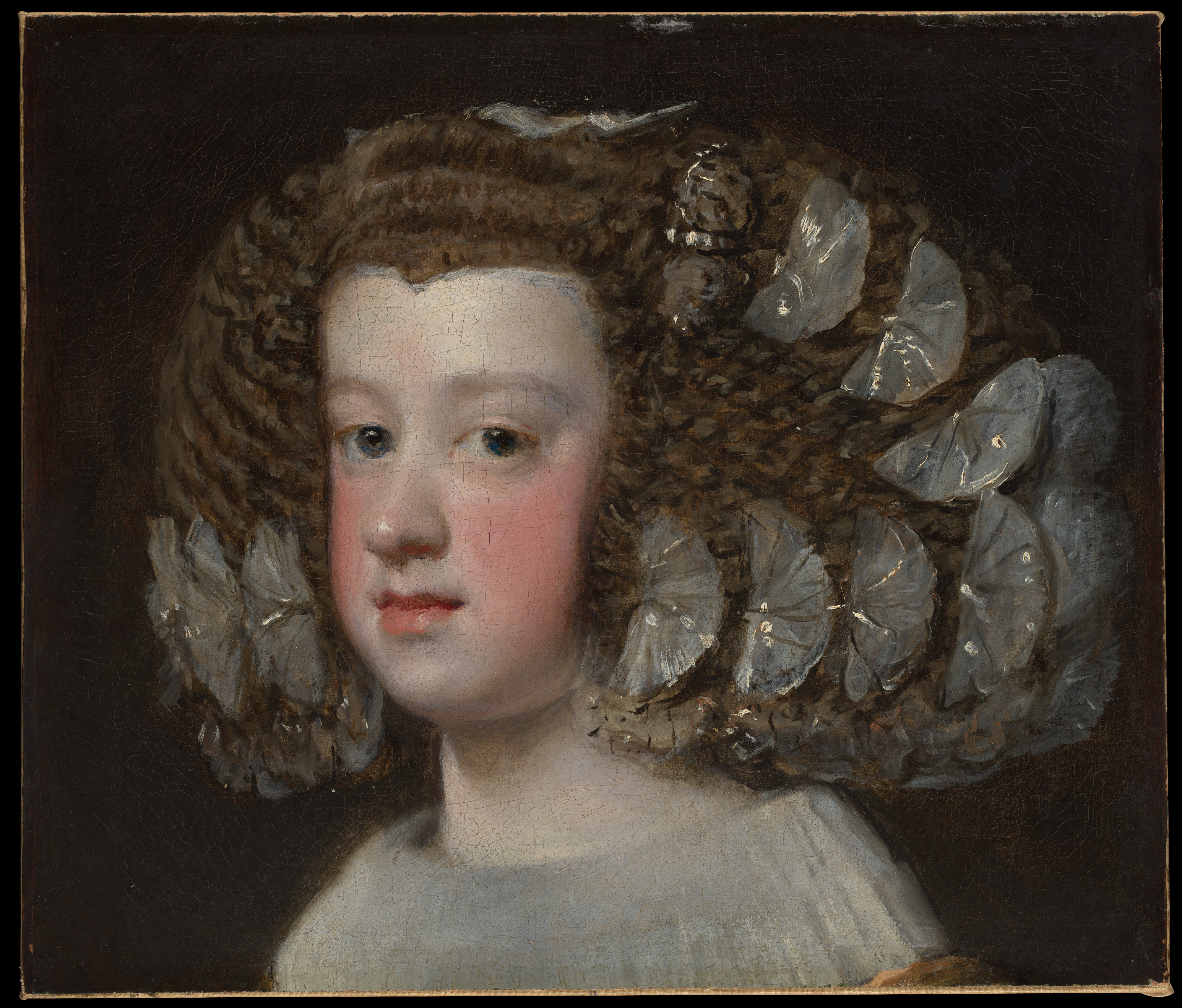
Marie-Thérèse, Infante d'Espagne en 1651, exposé à New York au Metropolitan Museum of Art.
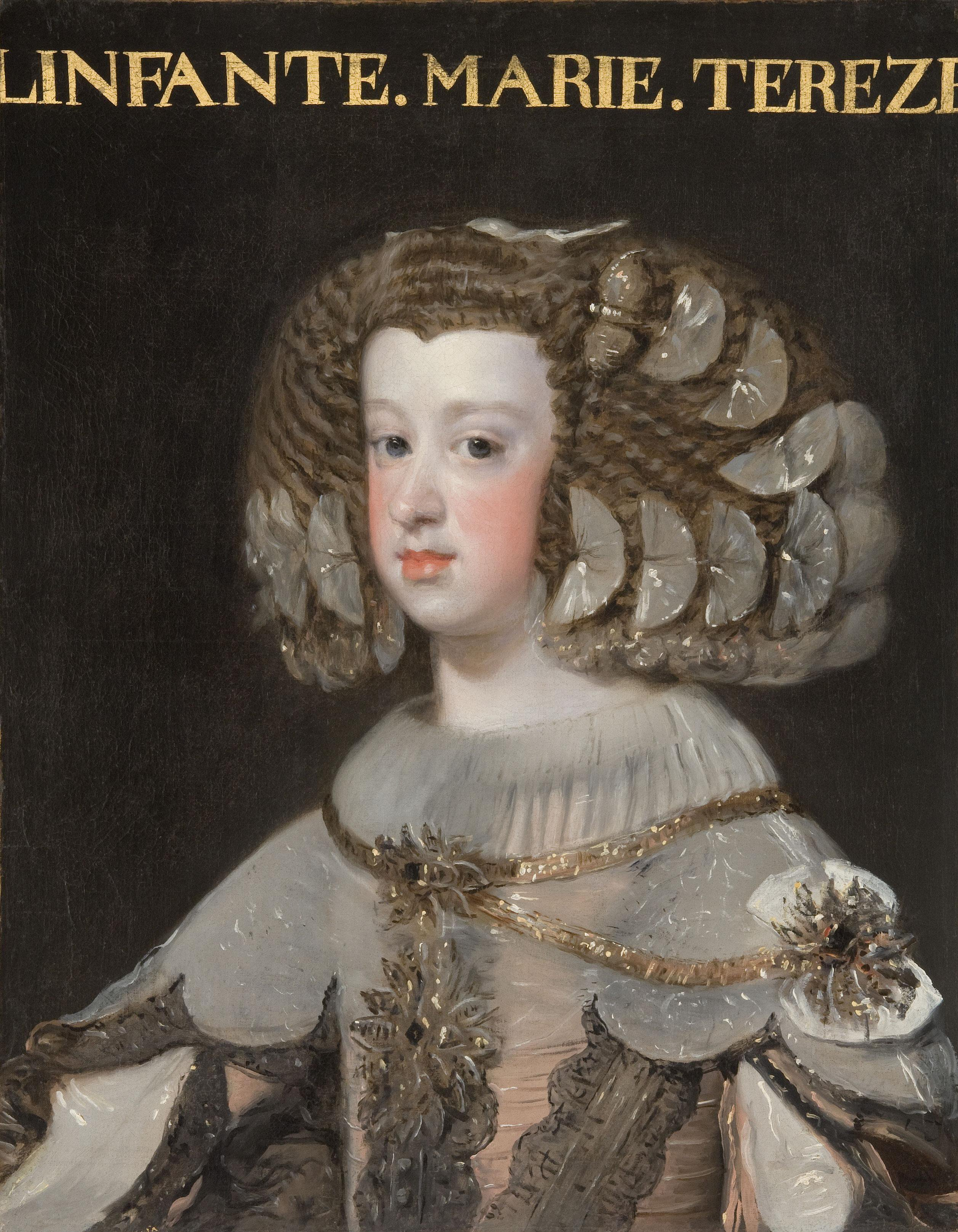
L'Infante Marie-Thérèse, par Diego Velázquez, exposé au Musée d'art de Philadelphie.
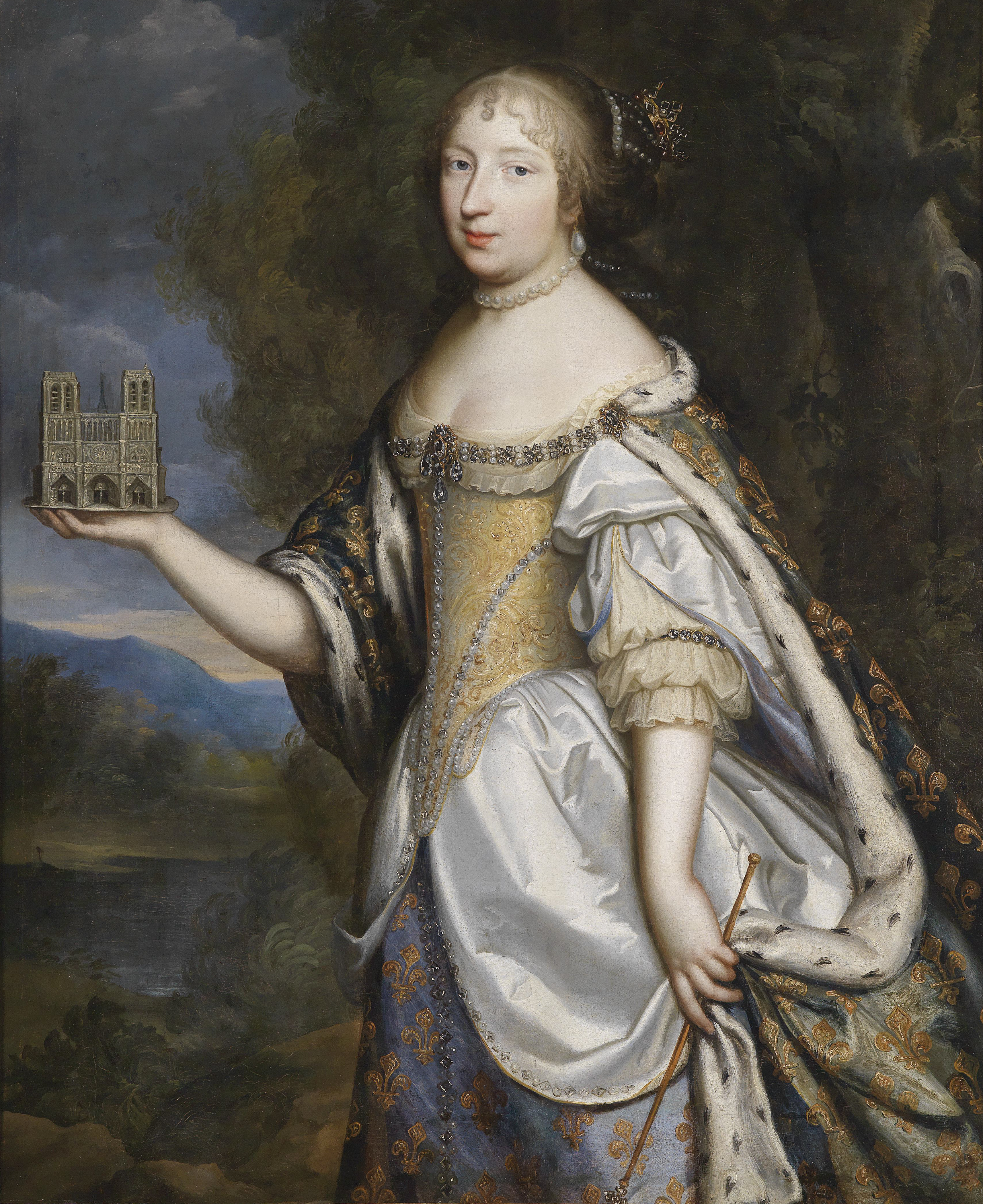
Marie-Thérèse d'Autriche dépeinte en patronne de la Cathédrale Notre-Dame de Paris en 1660.
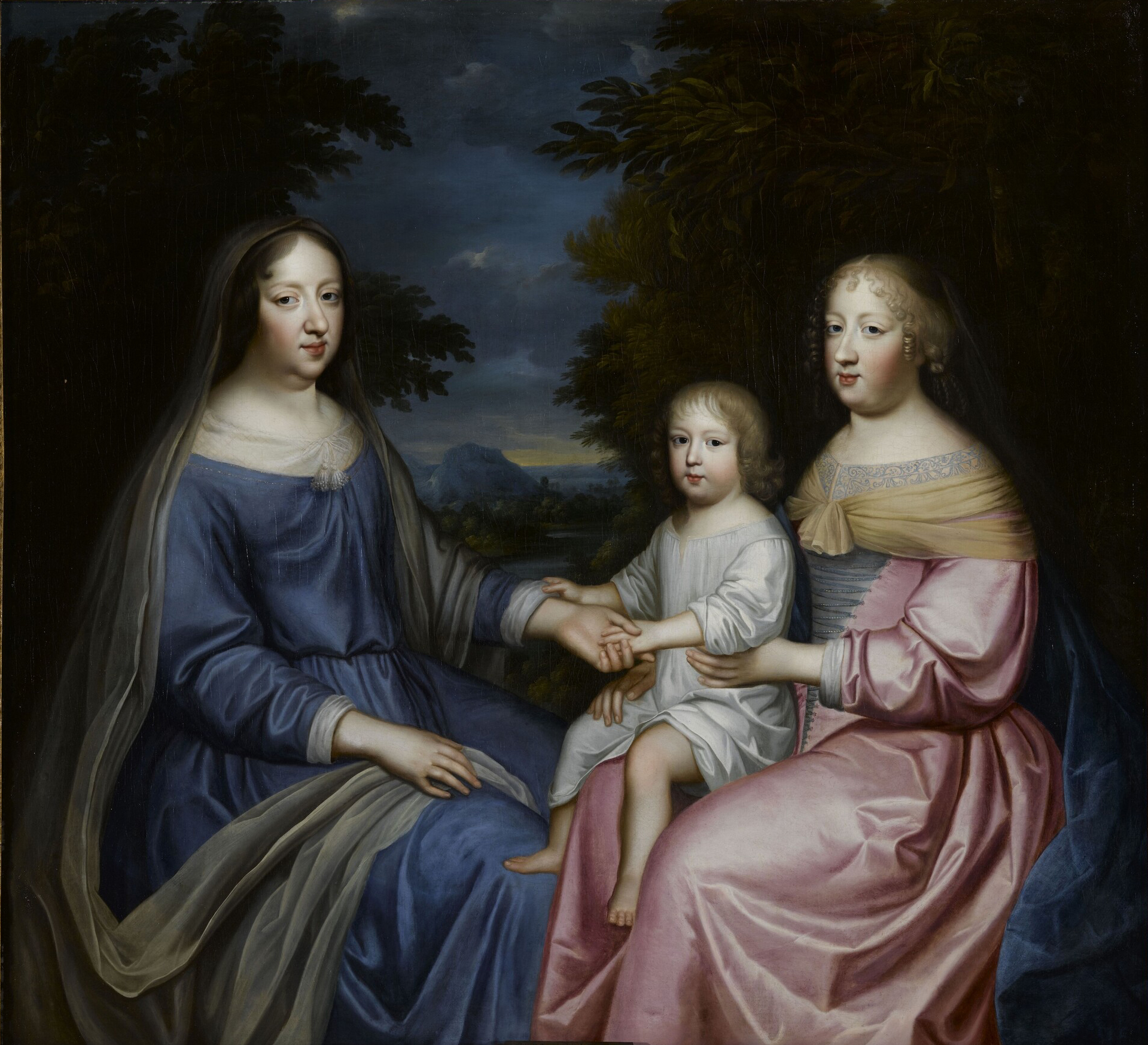
Anne d'Autriche avec le Dauphin et la reine Marie-Thérèse.
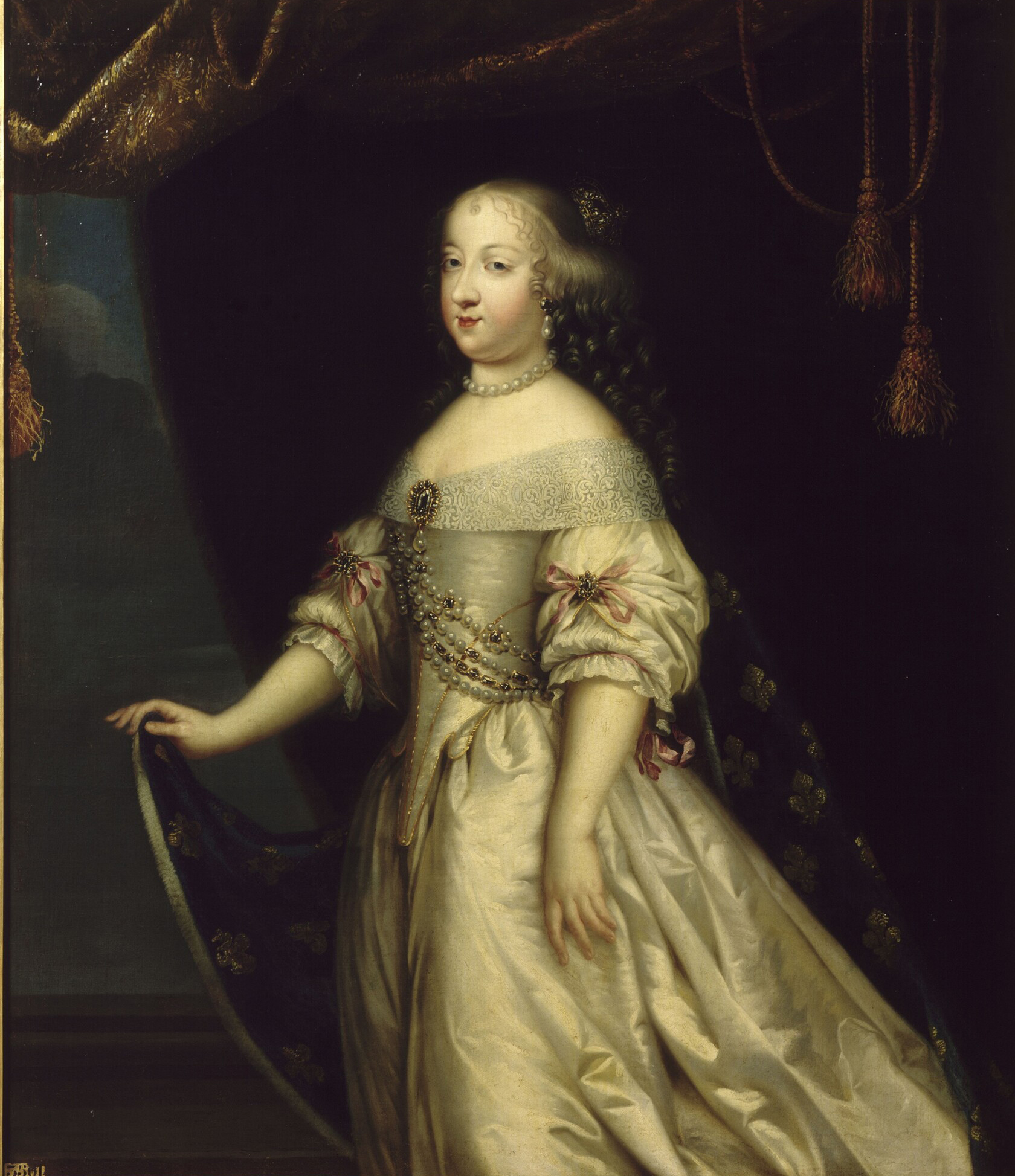
Marie-Thérèse d'Autriche, reine de France, attribué à Henri et Charles Beaubrun, d'après Nicolas Pitau.
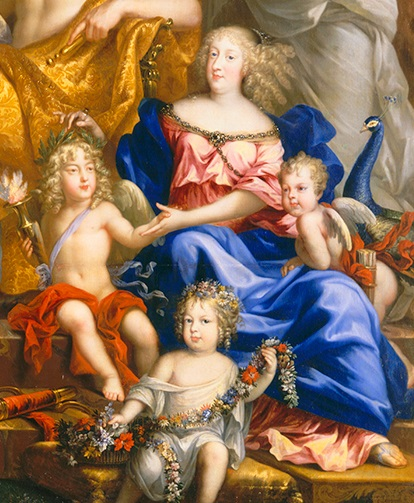
La reine Marie-Thérèse et ses enfants (1670) Par Jean_Nocret.
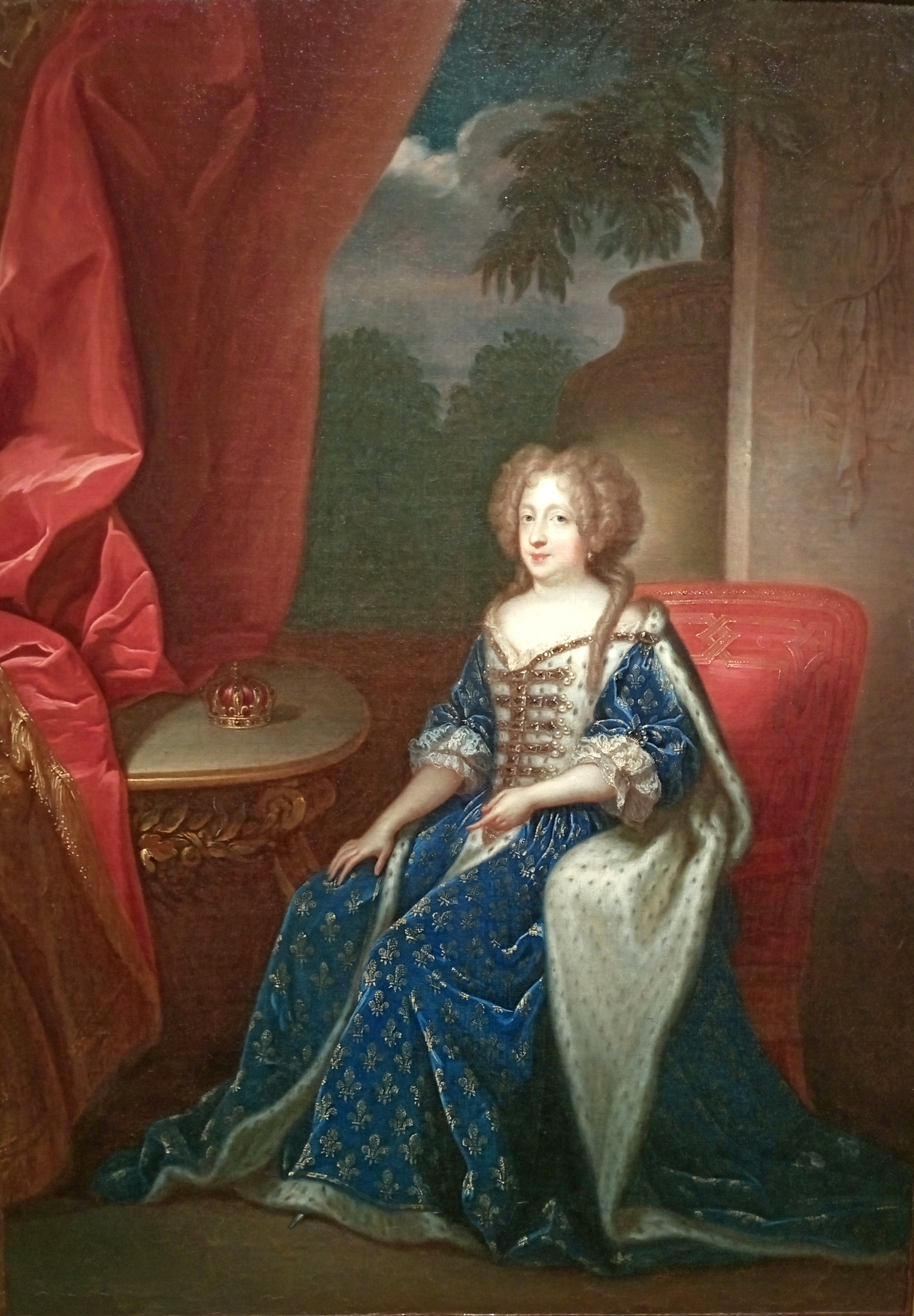
Marie-Thérèse d'Autriche, reine de France, par François de Troy. 2e moitié du XVIIe siècle.

### Légende de la Mauresse de Moret

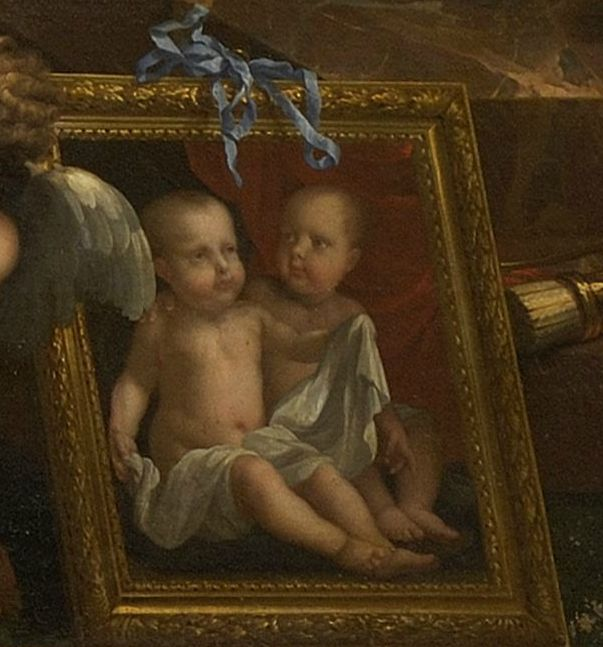
Marie-Anne de France et sa sœur Anne-Elisabeth de France

Selon une hypothèse travaillée par les écrivains du XIXe siècle, dont Victor Hugo, Marie-Thérèse d'Autriche aurait été la mère d'une nonne noire, Louise Marie Thérèse, dit la Mauresse de Moret. Elle se prétendait être de sang royal et cette femme reçut beaucoup d'honneur de la part de Louis XIV pour une simple religieuse. La théorie est que le troisième enfant de la reine, Marie-Anne de France, était noire. Le père serait un nain noir de la reine, « Nabo ». Pour cacher le scandale, la fille est déclarée morte mais elle est en réalité confiée à un couvent.
Cependant, il est aujourd'hui admis que Marie-Thérèse d'Autriche n'a pas pu être mère de la Mauresse de Moret. En effet, avec l'éducation très stricte et religieuse qu'elle a reçu, il lui était impensable de faire un enfant avec une autre personne que le roi. De plus, les accouchements des reines se faisaient en public, et aucun ambassadeur étranger n'a mentionné une fille noire. Il est évident que si la reine avait réellement accouché d'une fille noire, la nouvelle se serait diffusée à travers toute l'Europe par l'intermédiaire de ces derniers.
En réalité, Marie-Anne était née à la suite d'un accouchement très difficile pour la reine. À la suite d'une dispute avec Louis XIV, elle accouche à seulement 8 mois de grossesse le 16 novembre 1664. La petite princesse, très chétive et prématurée, était violacée à cause de difficultés respiratoires (ce qui est à l'origine des rumeurs qu'elle serait noire). Mère et fille sont toutes deux victimes de violentes convulsions. On craint alors que les deux princesses décèdent, et c'est finalement la petite Marie-Anne qui meurt d'une crise de convulsion.
Aujourd'hui, les historiens s'accordent à dire que la Mauresse de Moret est soit une fille illégitime de Louis XIV, soit une fille parrainée par le couple royal.

### Postérité culturelle
Dans la postérité, Marie-Thérèse d'Autriche étant morte prématurément fut éclipsée par le long règne de son époux Louis XIV. De plus, après tant d'écrits sur les maitresses de ce dernier, ce n'est qu'en 1992 que parut le premier livre biographique qui lui est dédié: « Madame Louis XIV Marie-Thérèse d'Autriche », par Bruno Cortequisse. Par la suite, l’intérêt à ce personnage de l’histoire de France ne cessa d’inspirer des historiens à maintes reprises, son empreinte politique en tant que reine de France fut source d'intérêt avec notamment en 2005, « La régence de Marie-Thérèse (23 avril-31 juillet 1672) », par Bernard Barbiche.

## Descendance

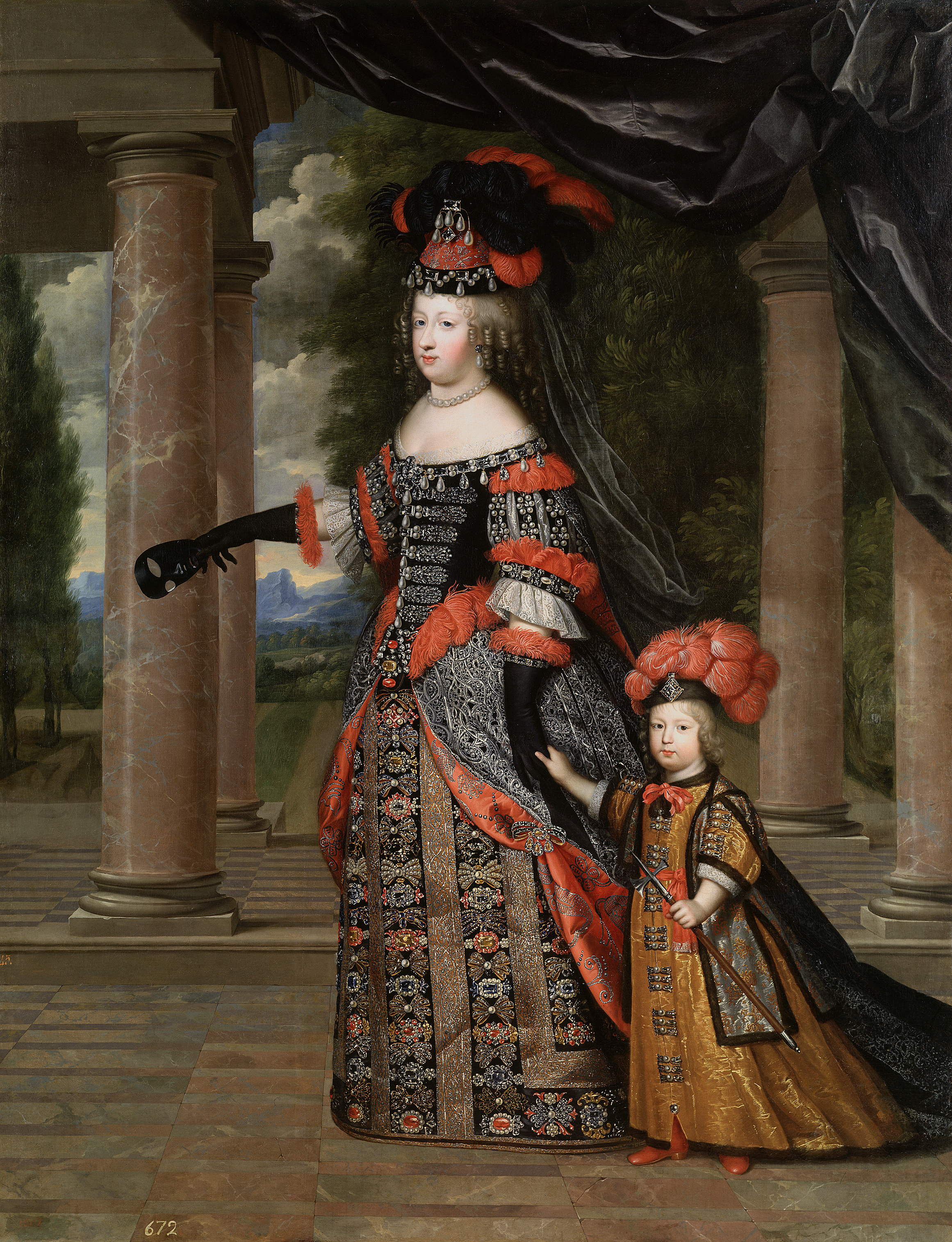
La reine Marie-Thérèse et son fils le Dauphin de France, Charles Beaubrun, 1663-1666.

Marie-Thérèse d'Autriche et Louis XIV ont eu six enfants ensemble en 23 ans de mariage, trois fils et trois filles : 
1. Louis de France (1661-1711) dit le « Grand Dauphin » (1er novembre 1661 - 14 avril 1711) ;
2. Anne-Élisabeth de France (18 novembre 1662 - 30 décembre 1662) ;
3. Marie-Anne de France (16 novembre 1664 - 26 décembre 1664) ;
4. Marie-Thérèse de France (1667-1672), dite « Madame Royale » (2 janvier 1667 - 1er mars 1672) ;
5. Philippe Charles de France (11 août 1668 - 10 juillet 1671), duc d'Anjou (1668-1671) ;
6. Louis-François de France (14 juin 1672 - 4 novembre 1672), duc d'Anjou (1672).

En 1675, une fausse couche met fin à la fécondité de la reine. La souveraine est alors âgée de 37 ans.
Seul l'aîné atteint l'âge adulte, les médecins de l'époque supputent que la raison de ces morts prématurées sont les conséquences du comportement de Louis XIV. Mais, de nos jours, la cause de la consanguinité entre les deux époux est privilégiée[réf. souhaitée]. En effet, les deux époux sont doubles cousins germains; le père de Louis XIV (Louis XIII) est le frère de la mère de Marie-Thérèse d'Autriche (Élisabeth de France) et la mère de Louis XIV (Anne d'Autriche) est la sœur du père de Marie-Thérèse d'Autriche (Philippe IV).
Elle est la grand-mère paternelle de Philippe de France, duc d'Anjou (1683-1746), qui succède à Charles II sur le trône d'Espagne, en 1700, sous le nom de Philippe V, grâce aux droits de succession qu'elle transmet à la Maison de Bourbon.
L'arrière-petit-fils de Marie-Thérèse d'Autriche, Louis XV devient roi de France après la mort de Louis XIV en tant qu'héritier mâle direct, puisque les héritiers précédents, son grand père le Grand Dauphin, son père le duc de Bourgogne et son frère aîné, Louis de France, étaient déjà décédés à cette époque.